# Meganoton hyloicoides
Meganoton hyloicoides là một loài bướm đêm thuộc họ Sphingidae. Loài này có ở Papua New Guinea.